# Black & Blue Records
Black & Blue Records is een Frans platenlabel, dat gespecialiseerd is in swing jazz en blues. Het werd opgericht in 1968 en richtte zich aanvankelijk op het opnieuw uitbrengen van jazz, eerder verschenen op Amerikaanse labels. Later begon het ook zelf muziek op te nemen en uit te brengen, zowel live- als studio-opnames. Veel opnames zijn de laatste jaren opnieuw op cd uitgebracht op het Amerikaanse Evidence Records. Musici van wie muziek op Black & Blue verscheen zijn onder meer Arnett Cobb, Big Bill Boonzy, Big Joe Turner, Cat Anderson, Illinois Jacquet, Koko Taylor, Magic Slim, Milt Buckner en Luther Allison.